# Antoniuskapelle (Inzell)

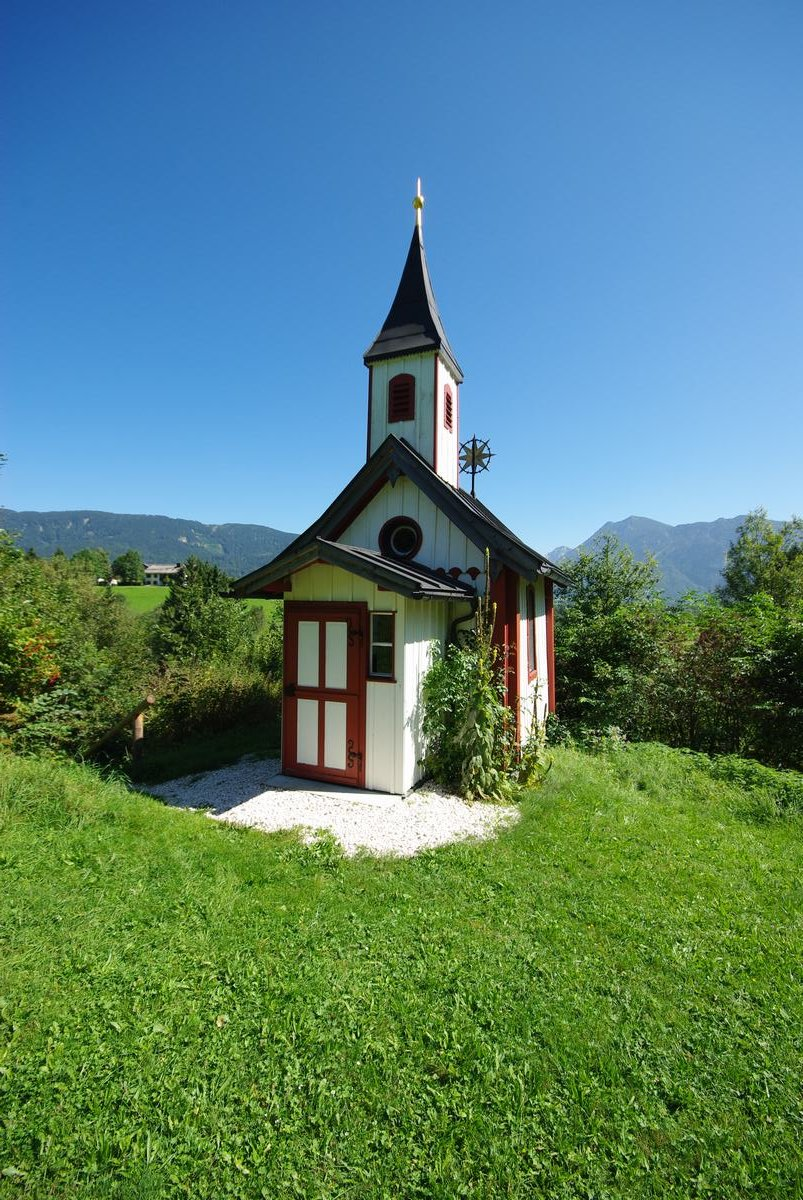
Antoniuskapelle in Wien

Die katholische Antoniuskapelle in Wien, einem Gemeindeteil von Inzell im oberbayerischen Landkreis Traunstein, wurde 1894 errichtet. Die Kapelle, oberhalb der Roten Traun auf einem Bergsporn, ist ein geschütztes Baudenkmal.
Der verbretterte Fachwerkbau mit Dachreiter wurde von Johann Kugelstatter, dem Besitzer der Hammerschmiede im Ort, gestiftet. Die Kapelle besitzt eine Altarnische mit gemaltem Himmel und gemaltem Vorhang, in der eine Figur des heiligen Antonius eingestellt ist.
Die zugehörige Lourdesgrotte befindet sich unterhalb der Kapelle.